# 四賀光子
四賀 光子（しが みつこ、1885年4月21日 - 1976年3月23日）は、明治期から昭和期の日本の歌人。本名は有賀みつ。夫は太田水穂、養嗣子に太田青丘。

## 生涯
長野県上水内郡長野町（現長野市）出身。父盈重は東京師範学校を卒業し、飯田高等女学校（現・長野県飯田風越高等学校）教師などを務めた教育者だった。筆名の「四賀」は父の出身地諏訪郡四賀村からとった。
長野師範学校（現・信州大学教育学部）女子部卒業後、長野で小学校教師を務めているときに当時松本高等女学校（現・長野県松本蟻ヶ崎高等学校）教師として転任してきた太田水穂と出会い、「この花会」に参加して作歌を始める。すでに二人は婚約を交していたが、上京して高等教育に進みたいという意志を水穂が認め、東京女子高等師範学校（現・お茶の水女子大学）を卒業。1909年（明治42年）水穂と結婚。福島の会津高等女学校（現・福島県立葵高等学校）、東京の成女高等女学校（現・成女学園中学校・成女高等学校）、東京府立第一高等女学校（現・東京都立白鷗高等学校・附属中学校）で教える。若山牧水主宰の歌誌『創作』を経て、1915年（大正4年）、水穂の歌誌『潮音』創刊に参加。1916年（大正5年）、水穂の甥にあたる兵三郎（後の太田青丘）を養嗣子に引き取る。この幼児教育の経験が、大きな転機となった。また、河口慧海のもとで法華経を聴聞した。1939年（昭和14年）より、水穂が山荘を持っていた神奈川県鎌倉市扇ガ谷に暮らす。
1945年（昭和20年）、鎌倉から夫の出身地である東筑摩郡広丘村に疎開。1955年（昭和30年）水穂没後より同誌主宰。1957年（昭和32年）より歌会始選者を長く務めた。1965年（昭和40年）、主宰を養嗣子青丘に譲る。
夫の水穂とはたびたび一緒に旅行に行くなど、夫婦仲はきわめて良かった。同世代の若山喜志子や今井邦子、少し年長の与謝野晶子や、やや年下の岡本かの子などと比較すると、安定した生活の中で作歌活動をしていたこともあり、穏やかな歌が多い。『潮音』出身の伊東悦子によれば、光子には日常家庭詠が少なく、人間的寂しさや悲しさを自然の風物に寄せて象徴的な感情表現として歌う、水穂の「日本的象徴」の主張を実践しており、その代わり自らの負の部分をあからさまにしなかったために生身の人間味を欠く歌風となったという。
門下に葛原妙子、山名康郎など。

## 著書
- 『和歌作者の為に 作家と鑑賞と』木鐸社　1930
- 『作歌と鑑賞和歌初心者の為に』松栄堂書店　1934
- 『朝月 歌集』潮音社　1938
- 『子を思ふ母の和歌』愛之事業社　1943
- 『伝統と現代和歌』人文書院　1943
- 『伝統と和歌』京都印書館　1946
- 『麻ぎぬ』京都印書館　1948
- 『鎌倉雑記 和歌随筆』京都印書館　1948
- 『白き湾 四賀光子歌集』近藤書店　1957　のち短歌新聞社文庫
- 『四賀光子全歌集』春秋社　1961
- 『行く心帰る心 随筆』春秋社　1966
- 『花紅葉 米寿記念文集』柏葉書院　1972
- 『定本四賀光子全歌集』柏葉書院　1976

## 共編著
- 『和歌評釈選集 第3巻　新古今集名歌評釈』太田水穂共著 非凡閣　1935
- 『双飛燕 歌集』太田水穂合著　長谷川書房　1952
- 『花徑 歌集』鑑選　潮音社　1956　潮音歌選